# Wayne Moore
Wayne Richard Moore (Bridgeport, 20 novembre 1931 – Trumbull, 20 febbraio 2015) è stato un nuotatore statunitense, specializzato nello stile libero.

## Palmarès

### Olimpiadi
- Oro a Helsinki 1952 nella staffetta 4x200 metri stile libero.

### Giochi panamericani
- Oro a Città del Messico 1955 nella staffetta 4x200 metri stile libero.
- Argento a Città del Messico 1955 nei 400 metri stile libero.